# Diem (cryptomonnaie)
Pour les articles homonymes, voir Diem.
Diem, anciennement Libra, était un projet de cryptomonnaie stable (stablecoin) initié par Facebook (devenu par la suite Meta) rejoint, à l'origine, par un consortium de vingt-huit entreprises et ONG. Il était convenu que la monnaie serait gérée par une fondation sans but lucratif dont Facebook ne serait qu'une des organisations cofondatrices. Libra devait être gérable via Novi, un portefeuille virtuel, auparavant nommé Calibra,. En décembre 2020, Libra change de nom pour s'appeler Diem. 
En janvier 2022, le groupe Meta renonce officiellement au lancement de Diem ; le projet est abandonné. 
De manière à rassurer et garder un cours stable, à chaque achat de ce stablecoin, la fondation s'engage à adosser en réserve l'équivalent en titres gouvernementaux ou en monnaies légales.

## Les soutiens au projet
A son lancement, chacune des vingt-huit entreprises a choisi d'apporter au moins 10 millions de dollars pour faire son entrée dans la fondation suisse Libra Networks, enregistrée le 2 mai 2019 à Genève et ayant pour actionnaire Facebook Global Holdings.
Chaque membre de la fondation s'engage à participer à la gouvernance de la monnaie ; il aura la possibilité d'opérer un nœud du réseau. Libra indique souhaiter étendre la participation à la fondation à 100 entreprises puis, à terme, ouvrir cette possibilité à tous.
Alors que la tendance à participer au projet est plutôt baissière, en février 2020, la plateforme d'e-commerce Shopify et, en avril 2020, Checkout.com annoncent rejoindre Libra.

### Liste non exhaustive d'organisations adhérentes
Elles étaient 28 au lancement

#### Services de paiements
- PayU
- Checkout.com

#### Services et vente en ligne
- Uber
- Lyft
- Spotify
- Calibra (filiale de Facebook)
- Farfetch
- Shopify

#### Télécoms
- Iliad (Free)

#### Acteurs des cryptomonnaies
- Coinbase
- Xapo
- BisonTrails
- Anchorage

#### Fonds d'investissements
- Ribbit Capital
- Thrive Capital
- Andreessen Horowitz
- Union Square Ventures
- Creative Destruction Lab

#### Recherche
- Breakthrough Initiatives

#### Organisations Non Gouvernementales (ONG)
- Women's World Banking
- Mercy Corps
- Kiva

### Difficultés et défections pendant le démarrage
Interrogé le 24 octobre 2019 par les élus américains de la commission parlementaire des services financiers, le patron de Facebook déclare : « L’association Libra est séparée de Facebook. Si je vois que nous n’arrivons pas à continuer en accord avec les principes que j’ai établis, alors Facebook se retirera du projet. »

#### Liste des organisations qui se sont retirées de Libra
- Visa (s'est retiré du projet le 11 octobre 2019)[12]
- Mastercard (s'est retiré du projet le 11 octobre 2019)[12]
- PayPal (s'est retiré du projet le 4 octobre 2019)[13]
- Stripe (s'est retiré du projet le 11 octobre 2019)[12]
- Ebay (s'est retiré du projet le 11 octobre 2019)[12]
- Booking holdings (Booking.com) (s'est retiré du projet le 14 octobre 2019)[14]
- Mercado pago (s'est retiré le 11 octobre 2019)
- Vodafone (sort du projet le 23 janvier 2020 pour le regarder de l'extérieur)[15]

Simon Morris, chef de produit de l'association Libra, est resté en poste 5 mois avant de partir. Il n'a pas souhaité s'étendre sur les raisons de son départ mais réaffirme sa confiance en Libra.

## Objectifs
L'objectif annoncé de ce projet est de résoudre les problèmes des cryptomonnaies actuelles avec des frais de transaction faible et des capacités importantes de volumes de transactions. Ainsi, Diem souhaite permettre l'accès simple à une monnaie stable dans les pays émergents où la majorité des habitants ne disposent pas de compte en banque. De plus, Facebook y voit un intérêt pour développer les paiements via sa messagerie instantanée et faciliter les achats en ligne. [incompréhensible]

## Historique
Au printemps 2018, Mark Zuckerberg, le fondateur de Facebook, annonce la création d’une division dédiée au domaine de la blockchain. Il choisit David Marcus, ancien président de Paypal et ex-responsable de Facebook Messenger, pour la diriger et une cinquantaine de personnes pour travailler sur le projet.
Le 6 mai 2020, Stuart Levey est nommé CEO de Libra.
Mai 2021, l'association Diem (anciennement Libra) quitte Genève pour la Californie. Et retire sa demande de licence de système de paiement à l'autorité suisse de surveillance des banques (FINMA). Cette décision est justifiée par un partenariat avec la banque californienne Silvergate.

### Essor du projet
Le 30 janvier 2019, le fondateur souligne l’importance du paiement via messagerie comme un axe stratégique du développement de ses services de messagerie.
L’objectif du « Facebook Coin » serait d’être utilisé pour des paiements et transferts de monnaie à partir des messageries WhatsApp et Messenger et vers tous les pays où Facebook est présent.
Contrairement au Bitcoin, le Facebook Coin ne sera pas soumis à une volatilité importante du marché dans la mesure où Facebook revendique avoir les moyens financiers de garantir la valeur d’un Facebook Coin avec des devises détenues sur des comptes bancaires de Facebook. De plus, il devrait être adossé à plusieurs monnaies telles que l’euro et le dollar, ce qui assurerait une certaine stabilité.
Facebook souhaite profiter de ses nombreux utilisateurs : messageries WhatsApp (1,5 milliard d’utilisateurs), Messenger (1,3 milliard) et Instagram (1 milliard) afin de s'imposer.
Depuis février 2018, un test est en cours auprès d’un million de personnes en Inde à travers une plateforme de paiement dématérialisée du secteur bancaire indien : Unified Payment Interface.
Messenger dispose déjà d’une fonction paiement depuis 2015 mais le service rencontre des désagréments du système bancaire. En effet, les fonds peuvent mettre jusqu’à 5 jours pour arriver sur un compte et plusieurs intermédiaires (cartes, bancaires, banques…) entrent en jeu. Ainsi, la cryptomonnaie de Facebook rendrait le processus instantané et permettrait de remplacer les prestataires bancaires.

### L'annonce du projet en juin 2019
En juin 2019, Mark Zuckerberg présente plus en détail le libra, nouveau nom du Facebook Coin. Les échanges passeront par la technologie blockchain, avec un réseau privé, mais le libra sera adossé à un panier de devises traditionnelles qui doit lui donner une certaine stabilité. Les libras pourront être achetés avec n'importe quelle devise et seront utilisés pour régler des transactions sur Internet comme dans des boutiques physiques. Le système pourrait apporter des frais réduits aux commerçants. La monnaie sera émise par une association à but non lucratif installée en Suisse.
Vingt-huit partenaires sont associés au projet, dont des acteurs du secteur du paiement et des transactions sur Internet tels que Mastercard,Visa, Paypal, Uber et Spotify, ou le français Iliad.

## L'essor du marché
Le marché du transfert d’argent et paiement via messagerie est en plein essor. En effet, pour les pays en voie de développement, il peut être difficile pour beaucoup d’habitants d’y ouvrir un compte bancaire traditionnel ou de faire des achats en ligne. C’est une nouvelle façon d’apporter un accès bancaire à des populations exclues du système financier.
Par conséquent, la Chine est particulièrement en avance sur ce marché et emploie Tencent à travers WeChat pour les paiements via messagerie. Cette application mobile permet aux internautes de discuter en ligne, d’acheter des billets d’avion ou train, payer ses courses et trajets en taxi. La différence avec Facebook Coin est que dans le cas de Tencent, c’est le gouvernement chinois qui a le contrôle.
Telegram, une messagerie à 180 millions d’utilisateurs, souhaite également lancer sa propre plateforme blockchain et sa cryptomonnaie s’appellera Grams. La messagerie compte gagner en indépendance financière auprès des banques et gouvernements. Quant aux utilisateurs, ils pourront contourner les frais de transfert lorsqu’ils envoient des fonds au niveau international et pourront déplacer de l’argent discrètement.

## Réactions et critiques
L'annonce du projet a suscité nombre commentaires et critiques.
Selon Pauline Adam-Kalfon, associée chez PwC France, les banques centrales ont tout intérêt à laisser Facebook tester les cryptomonnaie avant de lancer la leur. Cela leur permettra d'identifier les risques liés à l’émission d’une devise numérique.
Le garant italien pour la protection des données personnelles, Antonello Soro, s'est inquiété des risques de non-respect de la vie privée dans les transactions et du fait que les multinationales souhaitent battre monnaie au même titre que les Etats. Le journaliste Romain Subtil de La Croix rappelle que la création de cette cryptomonnaie favorise la monétisation des données personnelles que fournissent les utilisateurs de Facebook, contrepartie de l'« inscription gratuite » sur la page d'accueil du réseau.
En France, le ministre de l'Économie et des Finances, Bruno Le Maire a déclaré : « Que Facebook crée un instrument de transaction, pourquoi pas. En revanche, que ça devienne une monnaie souveraine, il ne peut pas en être question »,.
Le 21 juin 2019, le gouverneur de la Banque de France, François Villeroy de Galhau, annonce la mise en place, dans le cadre du G7, d’un groupe de travail des banques centrales sur les stablecoins mondiaux, présidé par Benoît Coeuré. Le 18 octobre 2019, le groupe de travail rend ses conclusions. Le rapport indique que les stablecoins mondiaux présentent deux types de risques. Le premier est commun à l’ensemble des projets de stablecoins, en matière de sécurité juridique, gouvernance, intégrité financière et de marché, protection des données et du consommateur, tarification des services, conformité aux exigences fiscales. Le deuxième type de risques, spécifique aux stablecoins mondiaux, porte sur les conditions de concurrence, la politique monétaire et la stabilité financière.
La présidente du Comité sur les services financiers du Congrès des États-Unis, Maxine Waters, a demandé la suspension du projet tant que le Congrès et les régulateurs n'auraient pas examiné le dossier et a appelé les initiateurs du projet à venir témoigner devant le Congrès. Marc Zuckerberg, le dirigeant de Facebook, est auditionné par la Chambre des représentants le 23 octobre 2019. 
La Banque des règlements internationaux estime que l'incursion des géants de la tech dans la monnaie virtuelle pose des questions en matière de concurrence et de confidentialité de données.
Le prix Nobel d'Economie Joseph Stiglitz a écrit : « Seul un imbécile ferait confiance à Facebook pour son bien-être financier. Mais c’est peut-être l’essentiel : avec autant de données personnelles sur quelque 2,4 milliards d’utilisateurs actifs par mois, qui sait mieux que Facebook, combien de gogos naissent à chaque minute ? ».
Jamie Dimon, PDG de JP Morgan s'est montré très critique envers le Diem, évoquant un manque de transparence, et un risque de blanchiment d'argent.
En aout 2019, selon Bloomberg, bien avant sa mise en service, Diem serait déjà concerné par une enquête de l'Union européenne, pilotée par les autorités de contrôle de la concurrence.
En juin 2020, la Banque de France publie un texte explicatif sur les crypto-actifs et stable coins. Ces derniers, dont le Diem fait partie, présentent une valeur plus stable et peuvent être vus comme la deuxième génération des crypto-actifs. En octobre 2020, le conseil de stabilité financière du G20 approuve dix recommandations afin de réglementer, superviser et surveiller les accords sur les stable coins. 

### Positions internationales face au Diem

#### Suisse
Le ministre suisse des Finances, Ueli Maurer, estime, d’après un entretien publié vendredi 27 décembre 2019 par la chaîne suisse SRF, que le projet de monnaie numérique de Facebook « a échoué dans sa forme actuelle »,. « Les banques centrales ne vont pas accepter le panier de devises » sur lequel le libra est censé s’appuyer.

#### France
Le 18 octobre 2019, Bruno Le Maire, le ministre français de l’Économie a déclaré « Nous n'accepterons pas qu'une entreprise multinationale privée ait la même puissance monétaire que les États souverains qui sont soumis au contrôle démocratique ; car la grande différence entre Facebook et les États, c'est que nous sommes soumis au contrôle démocratique, c'est-à-dire au contrôle du peuple » et annonce que la France, l'Italie et l'Allemagne préparent une série de mesures pour interdire le Diem en Europe.
En octobre 2020, Denis Beau, premier sous-gouverneur de la Banque de France, rappelle dans son discours sur les crypto-actifs que la monnaie centrale doit conserver sa position d’ancrage, y compris dans un univers numérisé.

#### États-Unis d’Amérique
À Washington, les politiciens se sont rapidement plaints des antécédents de Facebook en matière de protection de la vie privée des utilisateurs. Maxine Waters, sénatrice démocrate de Californie qui préside le Comité des services financiers de la Chambre des représentants, a demandé à Facebook de suspendre le développement du Diem jusqu'à ce que le Congrès puisse en apprendre davantage sur le projet. Sherrod Brown, un sénateur démocrate de l'Ohio, a écrit que l'on ne pouvait pas faire confiance à Facebook pour gérer seul une cryptomonnaie.

#### Allemagne
Markus Ferber, parlementaire allemand au Parlement européen craint que Facebook et ses 2 milliards d'utilisateurs devienne une « shadow bank » une banque parallèle et met en garde les régulateurs.
Le gouvernement allemand, à travers son ministre de l'Économie Olaf Scholz, a adopté une stratégie blockchain visant à stimuler la transformation numérique dans l’industrie financière, mais également lutter contre les initiatives privées de monnaie numérique.

#### Fonds monétaire international
Le 18 octobre 2019, le FMI a rappelé sa position sur les monnaies virtuelles stables : tirer les bénéfices de l’innovation tout en minimisant les risques.

#### Banque centrale européenne
Le 2 septembre 2019, Yves Mersch, un des membres du directoire de la BCE, a rappelé que les conglomérats d'entreprises privées « ne sont redevables que devant leurs actionnaires et leurs membres ».

## Abandon du projet
En 2021, Meta (anciennement Facebook) abandonne le projet Libra face aux contraintes règlementaires.
À la suite de cet abandon, une partie de l'équipe initiale continue ce projet d'infrastructure blockchain via la société Mysten Lab. Le nouveau nom de la cryptomonnaie est SUI et poursuit le projet de stablecoin DIEM commencé en 2019.
SUI a levé 100M$ de la part de FTX, quelques semaines avant la chute de la plateforme en 2022.
Le listing de SUI sur les échanges cryptos s’est produit le 4 mai 2023.

## Informations techniques

### Libra Core
Libra Core est un programme dont le but est d'implémenter le protocole Libra, mis en place par la Libra Association. Ce programme est écrit en Rust.

### Blockchain
La blockchain Libra est gérée par le protocole Libra. En outre, un langage de programmation a été développé dans le cadre de ce projet, Move (bytecode). Il intervient dans le traitement des transactions et les transactions personnalisées. Sa première fonction est le déplacement de Libra coins d'un compte vers un autre.
Exemple de syntaxe en Move :
```
public
 
main
(
payee
:
 
address
,
 
amount
:
 
u64
)
 
{

  
let
 
coin
:
 
0x0
.
Currency
.
Coin
 
=
 
0x0
.
Currency
.
withdraw_from_sender
(
copy
(
amount
));

  
0x0
.
Currency
.
deposit
(
copy
(
payee
),
 
move
(
coin
));

}

```